# Енерготехнологічна переробка твердих горючих копалин
Енерготехнологічна переробка твердих горючих копалин (ТГК) — метод комплексного використання ТГК шляхом комбінування технологічних процесів з енергетичними, спрямованими на отримання енергоносія.
Розрахунки показали, що електростанції і котельні промислових підприємств в основних промислових районах країни витрачають стільки твердого палива, що з нього можна було б виділити близько 10 млрд м3 газу (в перерахунку по теплоті згоряння природного газу) і понад 2 млн т легкої смоли, придатної до перероблення. Для цього необхідне широке впровадження енерготехнологічних схем, при яких паливо перед спаленням зазнало б термічної переробки з отриманням смол, газів та інших цінних хімічних продуктів.
Сучасні потужні топкові пристрої для спалення дрібнозернистого палива в енерготехнології треба поєднувати з інтенсивними процесами термічної переробки. Це означає, що, по-перше, потрібно забезпечити високу продуктивність установок для попередньої термодеструкції ТГК, а по-друге, що сировинна база повинна бути заснована на використанні дрібнодисперсного палива. При цьому необхідно досягти під час піролізу максимального виходу рідких продуктів високої якості, для чого розроблені нові способи термічної деструкції ТГК.
Науковою основою таких процесів є встановлені раніше закономірності утворення парогазових продуктів піролізу при різних швидкостях нагрівання палива. Збільшення швидкості сприяє підвищенню виходу смол і поліпшенню їх якості — зниженню вмісту в них високомолекулярних висококиплячих фракцій.
Для прискорення нагрівання палива необхідно здійснювати процес шляхом безпосереднього контакту палива з теплоносієм, який може бути як газоподібним, так і твердим. Перевага такого теплоносія в тому, що він легко транспортується, добре перемішується з паливом і легко нагрівається до необхідної температури. Однак при безпосередньому контакті з дрібнодисперсним паливом він виносить велику кількість пилу, який при охолоджуванні парогазової суміші потрапляє в смолу, що істотно знижує якість смоли і ускладнює технологію її перероблення. Крім того, газ-теплоносій розбавляє газоподібні продукти термодеструкції, що приводить до зниження теплоти згоряння, а отже, цінності газу. При використанні твердого теплоносія виникають труднощі з транспортуванням і подальшим виділенням гарячого твердого залишку термодеструкції палива.
Станом на 2017 р. розроблено кілька варіантів методу швидкісного піролізу для різних палив, який поєднує застосування обох теплоносіїв. Газовий теплоносій застосовують для нагрівання твердого теплоносія і для сушки палива, що переробляється, а власне швидкісний піроліз здійснюють твердим теплоносієм.
Великою сировинною базою для енерготехнологічної переробки є буре вугілля Кансько-Ачинського басейну, для якого розроблено два способи термічної переробки: комплекс ЕТХ-175 з комбінованим теплоносієм потужністю понад 1 млн т вугілля на рік (175 т/год.) і установка термоконтактного коксування в киплячому шарі ТККВ-300 потужністю близько 2 млн т вугілля на рік (300 т/год.). Високий тепловий ККД (90 %) забезпечується в ЕТХ-175 внаслідок замкненості схеми за основним циклом, що дозволяє утилізувати тепло побічних продуктів .
До складу ЕТХ-175 може входити установка для брикетування осмоленого коксику і сепарованого дріб'язку з подальшим термоокисненням брикетів димовими газами, що містять 10 % кисню при температурі 200°С. У цьому випадку може бути отримане брикетоване бездимне висококалорійне паливо для комунально-побутових потреб. Відходами ЕТХ-175 є нетоксичні димові гази і фенольна вода в кількості 7,5 т/рік, що спалюється в топці котла.
Метод термічної переробки в киплячому шарі твердого теплоносія (ТККВ) передбачає підтримання в реакторі температури 540°С, а в коксонагрівачі — 680°С, або високотемпературний варіант з температурами в реакторі 750—830°С, в коксонагрівачі — 850—950°С.
Енерготехнологічна схема комплексного використання горючих сланців передбачає термічну переробку сланців в агрегаті УТТ (установка з твердим теплоносієм) з отриманням малосірчистого масла і висококалорійного напівкоксового газу. При переробленні прибалтійських сланців за цією схемою отримані основні продукти та перегріта водяна пара з температурою 400°С і тиском 3,9 МПа.
Вузьким місцем методів енерготехнологічної переробки палив є відсутність на сьогодні способу глибокої хімічної переробки смол з виділенням із них різних хімічних сполук.
Одним із шляхів комплексної енерготехнологічної переробки молодого бурого вугілля є вилучення з нього гірського воску і гумінових кислот з подальшим брикетуванням без зв'язувальних речовин. Становить інтерес процес, що передбачає попереднє вилучення з бурого вугілля гірського воску методом екстракції і подальше брикетування залишкового вугілля з поєднанням технологічних операцій дроблення і сушки.